# Benedetto Riccabona de Reichenfels
Benedetto Riccabona de Reichenfels (Cavalese, 23 marzo 1807 – Trento, 13 marzo 1879) è stato un vescovo cattolico italiano.

## Biografia
Nasce a Cavalese, in Val di Fiemme, nel 1807. Nel 1830 viene ordinato sacerdote. Dopo un periodo a Passavia (in Baviera) diventa segretario del nunzio apostolico a Monaco di Baviera. Nel 1854 viene eletto vescovo di Verona.
Nel 1861 viene nominato vescovo di Trento. Nel 1877 celebrò la consacrazione della chiesa di San Sebastiano, a San Sebastiano di Folgaria. Membro di diritto della Dieta di Innsbruck, in quella sede sostiene l'autonomia del Trentino. Nel 1863 fonda il seminario minore. Dopo la pubblicazione nel 1864 cura la diffusione in Trentino del Sillabo di Pio IX. Si oppone alle leggi scolastiche austriache.
Muore a Trento nel 1879.

## Genealogia episcopale e successione apostolica
La genealogia episcopale è:
- Cardinale Scipione Rebiba
- Cardinale Giulio Antonio Santori
- Cardinale Girolamo Bernerio, O.P.
- Arcivescovo Galeazzo Sanvitale
- Cardinale Ludovico Ludovisi
- Cardinale Luigi Caetani
- Cardinale Ulderico Carpegna
- Cardinale Paluzzo Paluzzi Altieri degli Albertoni
- Papa Benedetto XIII
- Papa Benedetto XIV
- Papa Clemente XIII
- Cardinale Marcantonio Colonna
- Cardinale Giacinto Sigismondo Gerdil, B.
- Cardinale Giulio Maria della Somaglia
- Cardinale Luigi Lambruschini, B.
- Cardinale Giovanni Brunelli
- Vescovo Benedetto Riccabona de Reinchenfels

La successione apostolica è:
- Cardinale Luigi di Canossa (1862)